# Монахово (Донецкая область)
Мона́хово (укр. Монахове) — посёлок, входит в Макеевский городской совет Донецкой области Украины. Находится под контролем самопровозглашённой Донецкой Народной Республики.

## География

#### Соседние населённые пункты по странам света
СВ: Новосёловка, Верхняя Крынка (Макеевский горсовет), Верхняя Крынка (Енакиевский горсовет), Щебёнка
С: Корсунь
СЗ: Петровское, Шевченко
З:  Путепровод
ЮЗ: Криничная, Новый Свет, Ханженково-Северный, город Макеевка
Ю: Красная Заря, Орехово
ЮВ: Алмазное,  Нижняя Крынка
В: Новомарьевка

## Население
Население по переписи 2001 года составляло 169 человек.

## Местный совет
86190, Макеевский городской совет, с. Верхняя Крынка, ул. Советская, 5. Телефонный код — 6232.